# Sveriges ambassad i Singapore
Sveriges ambassad i Singapore är Sveriges diplomatiska beskickning i Singapore. Beskickningen består av en ambassad, ett antal svenskar utsända av Utrikesdepartementet (UD) och lokalanställda. Ambassadör sedan 2023 är Anders Sjöberg.

## Verksamhet
Huvuduppgiften för ambassaden är att representera Sverige och på olika sätt främja Sveriges relationer med Singapore och Brunei (dit ambassadören är sidoackrediterad). Ambassadens verksamhetsfokus ligger på att främja handel. Utöver det ekonomiska samarbetet tar ambassaden aktiv del i att stimulera ett ökat samarbete inom områden som försvar, kultur samt forskning och utbildning. Ambassaden ansvarar också för den konsulära servicen till de svenskar som bor i eller besöker Singapore och Brunei. Utländska medborgare som skall arbeta, studera eller av annan anledning vistas i Sverige kan också ansöka om uppehålls- och arbetstillstånd i Sverige på ambassaden.

## Beskickningschefer
| Namn                  | Period    | Funktion             | Anmärkning                                  |
| --------------------- | --------- | -------------------- | ------------------------------------------- |
| Åke Sjölin            | 1966–1967 | Ambassadör           | Sidoackrediterad från ambassaden i Bangkok. |
| Axel Lewenhaupt       | 1967–1970 | Ambassadör           | Sidoackrediterad från ambassaden i Bangkok. |
| Eric Virgin           | 1970–1976 | Ambassadör           | Sidoackrediterad från ambassaden i Bangkok. |
| Jean-Christophe Öberg | 1976–1981 | Ambassadör           | Sidoackrediterad från ambassaden i Bangkok. |
| Håkan Berggren        | 1980–1982 | Chargé d’affaires    |                                             |
| Axel Edelstam         | 1981–1983 | Ambassadör           | Sidoackrediterad från ambassaden i Bangkok. |
| Håkan Berggren        | 1983–1985 | Ambassadör           | Sidoackrediterad till Brunei från 1984.     |
| Arnold Willén         | 1985–1989 | Ambassadör           | Sidoackrediterad till Brunei.               |
| Finn Bergstrand       | 1989–1995 | Ambassadör           |                                             |
| Krister Isaksson      | 1995–1998 | Ambassadör           |                                             |
| Eva Walder-Brundin    | 1998–2001 | Ambassadör           |                                             |
| Teppo Tauriainen      | 2002–2006 | Ambassadör           | Sidoackrediterad till Brunei.               |
| Pär Ahlberger         | 2006–2010 | Ambassadör           | Sidoackrediterad till Brunei.               |
| Ingemar Dolfe         | 2010–2013 | Ambassadör           | Sidoackrediterad till Brunei.               |
| Håkan Jevrell         | 2013–2018 | Ambassadör           | Sidoackrediterad till Brunei.               |
| Niclas Kvarnström     | 2018–2021 | Ambassadör           | Sidoackrediterad till Brunei.               |
| Harald Fries          | 2021      | Chargé d’affaires    |                                             |
| Kent Härstedt         | 2022–2023 | Ambassadör           |                                             |
| Jenny Egermark        | 2023-idag | Chargé d’affaires ai |                                             |
| Anders Sjöberg        | 2023–idag | Ambassadör           |                                             |